# Myvanwy Ella Penny

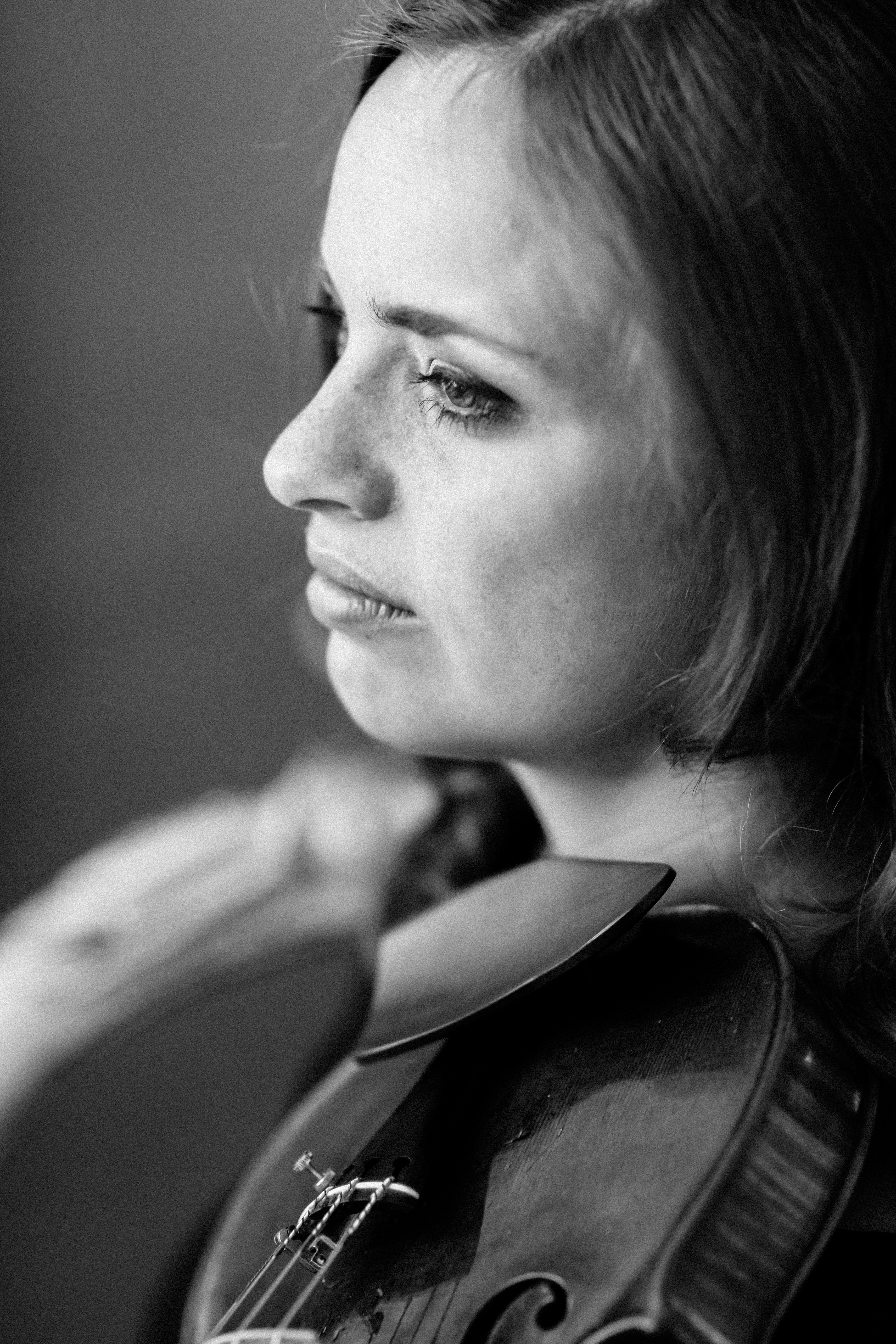
Myvanwy Ella Penny (2014)

Myvanwy Ella Penny (* 21. Dezember 1984 in Freiburg im Breisgau) ist eine deutsch-britische Violinistin.

## Leben
Myvanwy Ella Penny begann mit dem Violinspiel im Alter von sechs Jahren. Nach ersten öffentlichen Konzerten wurde sie als Stipendiatin der Pflüger-Stiftung für junge Geiger in Freiburg aufgenommen und erhielt dort Unterricht bei Wolfgang Marschner sowie Ariane Mathäus. Ihr Studium setzte sie an der Universität der Künste Berlin bei Nora Chastain fort. Des Weiteren konnte sie bei Yfrah Neaman, Rainer Kussmaul, Klaus Bruder und dem Artemis Quartett ihr Spiel perfektionieren. Sie ist Preisträgerin nationaler und internationaler Wettbewerbe.
Penny trat unter anderem beim Marschner Festival Hinterzarten und beim Beethoven-Festival im italienischen Sutri auf, sowie mit dem Orchester der Osnabrücker Musikfreunde. Weiterhin entstanden Rundfunkmitschnitte und CD-Aufnahmen.
Neben ihrer Konzerttätigkeit unterrichtet Penny in ihrer eigenen Geigenschule und am Julius-Stern-Institut für musikalische Nachwuchsförderung der Universität der Künste Berlin sowie im Rahmen internationaler Meisterkurse. Zudem fungierte sie fünf Jahre als Assistentin in der Klasse von Nora Chastain.

## Preise
- 1. Bundespreisträgerin  des Wettbewerbes Jugend Musiziert in der Solowertung Violine und der Sparte besondere Ensembles
- Carl-Schroeder-Musikpreis
- 1. Preisträgerin des internationalen Max Reger Kammermusikwettbewerbes
- 2. Preisträgerin des Violinwettbewerbs der Ibolyka-Gyarfas-Stiftung 2010[4]
- Klassikpreis der Stadt Münster und des WDR

## Diskografie
- Ysaÿe & Marschner: Violin Duos. Mit Friederike Starkloff, Violine (Coviello; 2017)